# LC 800
Die Baureihe LC 800 sind dreiachsige Rangierdiesellokomotiven des italienischen Fahrzeugherstellers SVI S.p.a. in Lucignano. Eine Lokomotive des Fahrzeugleasingunternehmens Nordic Re-Finance ist seit 2021 im Kombiterminal in Malmö im Dienst.
SVI, das hauptsächlich Gleisbaumaschinen herstellt, hat in Zusammenarbeit mit Nordic Re-Finance drei Lokomotiven für den Rangier- und leichteren Güterzugdienst entwickelt und gebaut. Zwei Lokomotiven wurden von einem italienischen Unternehmen gekauft.

## Technische Daten
Die Lokomotive ist dreiachsig, zwei Achsen liegen in einem Drehgestell. Sie hat einen Euro VI-Dieselmotor von Deutz, Funksteuerung und ATC und ist für ETCS vorbereitet.
Sie hat eine Höchstgeschwindigkeit von 60 km/h, mit einer anderen Getriebeübersetzung sind auch 100 km/h möglich. Mit der geringeren Übersetzung hat sie eine Anfahrzugkraft von 200 Kilonewton und damit eine bessere Anfahrzugkraft als viele ältere Lokomotiven.

## NRFAB LC 800
Die für Nordic Re-Finance beschaffte Lokomotive ist in Bezug auf die Anfahrzugkraft gleichwertig mit schweren Diesellokomotiven wie der SJ T43. Diese Lokomotive wurde für zehn Jahre an Mertz Transport AB vermietet, die am 1. Januar 2013 die Bedienung des Kombiterminals in Malmö von CargoNet übernommen hat. Eigentümer des Terminals ist Jernhusen.